# Széplak
Széplak (ook wel Balatonszéplak genoemd) is een dorpje bij het Balatonmeer in Hongarije. Het is een toeristisch dorp en het ligt vast aan het grote toeristencentrum Siófok (ongeveer 5km van het centrum). Er liggen verschillende hotels, pensions en campings en er rijdt ook een trein door het plaatsje heen. Széplak wordt vooral bezocht door Hongaarse, Duitse en Nederlandse toeristen. Er wonen enkele honderden mensen in het dorp. 